# 里奇鎮區 (伊利諾伊州謝爾比縣)
里奇鎮區（英語：Ridge Township）是位於美國伊利諾伊州謝爾比縣的一個行政鎮區。

## 地方資料
根據2010年美國人口普查的數據，里奇鎮區的面積為92.00平方千米，當中陸地面積為91.70平方千米，而水域面積為0.30平方千米。當地共有人口417人，而人口密度為每平方千米4.53人。